# Prun
Prunul (denumire științifică: Prunus domestica) este un arbore fructifer din familia rozaceelor. Fructele sale cărnoase, de culoare albastru închis sau gălbui, își găsesc multiple întrebuințări în industria alimentară, pentru conserve sau gemuri, fiind consumate și în stare proaspătă. Dar cea mai cunoscută utilizare este pentru fabricarea rachiului, uneori fiind și depozitat în butoaie fabricate din lemnul acestuia. Fructele sale imature sunt uneori întrebuințate în combinație cu murături. Crește în zone de înaltă fertilitate, preferabil deluroase. Soiurile sale cele mai rezistente sunt: ciorești, corcodane, vinete și grase (denumiri regionale).
Trunchiul său are un duramen (miez) foarte dur, rezistent la apă, de culoare roșu-maroniu, învelit de un alburn de culoare deschisă prin care circulă seva. Arderea sa degajă o putere calorică superioară celei a fagului, cărbunele său fiind folosit în fierării.

## Prunul în România
Printre zonele bogate în pruni se numără zona județului Caraș-Severin, mai exact în zona de nord a județului, în satul Duleu, unde există o cultură bogată în pruni veche de zeci de ani.
În anul 2000 s-a realizat o producție de 345.000 tone de prune. Prunul continuă să aibă o pondere exagerată (cca. 50%) în livezile românești. România ocupă primul loc din Uniunea Europeană la suprafețele cultivate cu pruni. Din suprafață pomicolă de 77.883 ha, prunul ocupă 34.899 ha.
În orașul Vălenii de Munte există Muzeul prunului.

## Soiuri de prun

### Prune Bistrița
Prunele Bistrița sunt prune ce se coc toamna, și care sunt folosite pentru a face marmeladă și compot. Spre deosebire de prunele de vară, prunele Bistrița sunt mai seci, și sunt găsite des în zona de vest a țării.